# Dicionário Bibliográfico Português
«Португальский библиографический словарь» (порт. Dicionário Bibliográfico Português) — фундаментальный 23-томный библиографический и биографический справочник, включивший сведения о всех изданиях Португалии и Бразилии различных областей знаний (от архитектуры до юриспруденции) от начала книгопечатания до середины XIX века, а также краткие биографические сведения об авторах. Основа издания — первые 7 томов (A—Z) — составлялась на протяжении более 20 лет эрудитом Иносенсием Франсишку да Силвой. После смерти автора выпуск приложений с 10-го по 20-й том продолжил Педру Венсеслау де Бриту Аранья (Pedro Venceslau de Brito Aranha). При составлении использовались многоотраслевые узкоспециальные издания. Данный авторитетный источник до сих пор не утратил своего значения. Факсимильные переиздания были осуществлены в 1970-х годах и с 2000 по 2005 год.

## Описание
И. Ф. да Силва работал над выпуском словаря более 20 лет. Прообразом проекта служил первый португальский библиографический справочник «Лузитанская библиотека» (4 тома, 1741—1759) Диогу Барбозы Машаду. Его основу составили первые 7 томов (A—Z, 1858—1862), после которых издавались «Приложения» (Suplemento). Выход словаря поощрялся и поддерживался правительством Португалии и королём Педру V. Автор планировал составить «Указатель» (Índice) и 3—4 тома дополнений и уточнений, но при жизни ему удалось выпустить лишь первые 2 тома «Приложений» (A—B, 1867 и C—G, 1870). Родственник и душеприказчик автора, журналист Бриту Аранья, продолжил издание c 10 по 20 том (1883—1911) на основе оставшихся подготовленных данных и собственных дополнений. 15 том (8-й том приложений) о жизни и творчестве Луиша де Камоэнса был посвящён 300-летнему юбилею писателя. 21 том (1914) был подготовлен Жозе Жуакином Гомешем де Бриту (Jose Joaquim Gomes de Brito) и полностью посвящён Алешандре Эркулану (1810—1877). 22 том (1923) составили Гомеш де Бриту и А́лвару Невеш (Álvaro Neves).
В 1869 году в Коимбре Э. А. Жуниор (E. A. Junior) выпустил «Алфавитный указатель» (Indice Alphabetico) только к первым 7 томам словаря, поэтому его считают неполным. В 1938 году бразильский библиотекарь Жозе Суареш де Соуза (José Soares de Souza) издал полный именной «Алфавитный указатель» (Índice Alfabético), выстроенный по последней фамилии автора. Фундаментальное издание было завершено выпуском «Библиографического справочника» (Guia Bibliográfico de Ernesto Soares, 23 том, 1958), приуроченного к 100-летию издания 1-го тома словаря (1858). Специалисты полагают, что при работе со словарём незаменимы и весьма полезны два дополнительных тома, подготовленные Мартинью Аугушту Феррейрой да Фонсекой (Martinho Augusto Ferreira da Fonseca): «Данные к словарю псевдонимов, инициалов и анонимных сочинений португальских писателей» (Subsídios para um Dicionário de Pseudónimos, Iniciais e Obras Anonimas de Escritores Portuguêses, 1896) и «Дополнения» (Aditamentos, 1927).
В словаре в алфавитном порядке представлен перечень всех изданий на португальском языке, выпущенных в Португалии, Бразилии и за их пределами с начала эпохи книгопечатания до середины XIX века. Словарь содержит сведения о литературных публикациях в широком значении понятия, включающем как художественную, так и научную литературы: от архитектуры, географии, истории, беллетристики, поэзии, медицины, и т. д., до юриспруденции, включая письма и диссертации, данные о периодических изданиях, академических и научных работах. Также приведены краткие биографические сведения о португальских и бразильских авторах (даты рождения и смерти, образование, награды, квалификация): королях, видных государственных деятелях, представителях Церкви, военачальниках, мореходах, учёных, медиках, писателях, юристах и др. В алфавитных указателях имена авторов представлены в различных вариантах: как по именам (И. О. Ф.), так и по фамилиям (Ф. И. О.):
Carolina Michaëlis de Vasconcelos
Carolina Wilhelma Michaëlis de Vasconcelos
Vasconcelos Carolina Michaëlis de
Francisco de Sá de Miranda
Miranda Francisco de Sá de
Sá de Miranda Francisco de

## Содержание томов
| Том   | Имена                                                                 | Год публикации | Страниц        | Составитель                                                     |
| ----- | --------------------------------------------------------------------- | -------------- | -------------- | --------------------------------------------------------------- |
| 1     | A—Bulla                                                               | 1858           | LXI+403        | Innocêncio Francisco da Silva                                   |
| 2     | D. Caetano de Sancto Antonio — Fr. Francisco Martins                  | 1859           | 478            | Innocêncio Francisco da Silva                                   |
| 3     | Francisco Martins de Andrade — João Paulo da Vide Pinto               | 1859           | 447, 28        | Innocêncio Francisco da Silva                                   |
| 4     | P. João de S. Pedro — Fr. José Machado                                | 1860           | 472            | Innocêncio Francisco da Silva                                   |
| 5     | P. José Manuel de Abreu e Lima — Manuel Ignacio Nogueira              | 1860           | 487            | Innocêncio Francisco da Silva                                   |
| 6     | Manuel Ignacio da Silva Alvarenga — Pedro de Sousa de Castello Branco | 1862           | 474, 50        | Innocêncio Francisco da Silva                                   |
| 7     | D. Pedro de Sousa Holstein — Zacharias de Goes e Vasconcellos         | 1862           | 463, 111       | Innocêncio Francisco da Silva                                   |
| 8     | Suplemento A—B                                                        | 1867           | XXXII, 428, 22 | Innocêncio Francisco da Silva                                   |
| 9     | Suplemento C—G                                                        | 1870           | XVI, 452       | Innocêncio Francisco da Silva                                   |
| 10—20 | Suplementos                                                           | 1883—1911      |                | Innocêncio Francisco da Silva & Pedro Venceslau de Brito Aranha |
| 21    | Suplemento (Alexandre Herculano)                                      | 1914           | 700            | Jose Joaquim Gomes de Brito                                     |
| 22    | Suplemento (A)                                                        | 1923           | LXIII, 547     | J. J. Gomes de Brito & Álvaro Neves                             |
| 23    | Guia Bibliográfico                                                    | 1958           | XXVIII, 762    | Ernesto Soares                                                  |
| 24    | Aditamentos                                                           | 1927           | 379            | Martinho Augusto da Fonseca                                     |
| 25    | Subsídios para um Dicionário de Pseudónimos                           | 1927           | 298            | Martinho Augusto da Fonseca                                     |

- Silva I. F. da. Diccionario bibliographico portuguez : Estudos de Innocencio Francisco da Silva applicaveis a Portugal e ao Brasil :  [порт.] : in 23 vol. / Inocêncio Francisco da Silva. — Lisboa : Imprensa Nacional, 1858. — Vol. I. — LX, 403 p.
- Brito A. Diccionario bibliographico portuguez : Estudos de Innocencio Francisco da Silva applicaveis a Portugal e ao Brasil continuados e ampliados por Brito Aranha em virtude do contrato celebrado com o Governo Portuguez :  [порт.] : in 23 vol. / Brito Aranha. — Lisboa : Imprensa Nacional, 1888. — Vol. XV. — 443 p.
- Soares E. Diccionario bibliographico portuguez : Estudos de Innocencio Francisco da Silva applicaveis a Portugal e ao Brasil :  [порт.] : in 23 vol. / Soares Ernesto. — Coimbra : Coimbra Editora (Biblioteca da Universidade), 1958. — Vol. XXIII : Guia Bibliográfica. — XXVIII, 762 p.

## Дополнительные издания
- Fonseca M. da. Subsídios para um Diccionário de Pseudonymos, Iniciaes e Obras Anonymas de Escriptores Portuguezes :  [порт.] / Martinho Augusto da Fonseca. — Coimbra : Typ. da Academia real das sciencias, 1896. — 298 p.
- Fonseca M. da. Aditamentos ao Dicionário bibliográfico português de Inocêncio Francisco da Silva :  [порт.] / Martinho Augusto da Fonseca. — Coimbra : Imprensa da Universidade, 1927. — [5], 377, [2] p.
- Souza J. S. de. Indice Alfabético do Dicionario Bibliográfico Português de Inocêncio Francisco da Silva :  [порт.] / José Soares de Souza. — São Paulo : Departamento de Cultura, 1938. — 264 p.